# Робърт Гейтс
Робърт Майкъл Гейтс (на английски: Robert Michael Gates) е американски политик от Републиканската партия.
Роден е на 25 септември 1943 година в Уичита, Канзас. Завършва история с бакалавърска степен от Вирджинския колеж „Уилям и Мери“ (1965) и магистърска степен от Университета на Индиана (1966), а по-късно защитава и докторат в Джорджтаунския университет (1974).
От 1966 до 1993 година работи в Централното разузнавателно управление (с прекъсване през 1974 – 1979 година, когато е в Съвета по национална сигурност), като след 1991 година е негов директор. След това преподава в различни университети, а от 2006 до 2011 година е секретар по отбраната при президентите Джордж Уокър Буш и Барак Обама.